# Bernardo Leighton
Bernardo Leighton Guzmán (Nacimiento, 16 de agosto de 1909-Santiago, 26 de enero de 1995) fue un abogado y político demócrata cristiano chileno. Fundador de la Falange Nacional (que luego se transformaría en el Partido Demócrata Cristiano, PDC), fungió como su presidente entre 1945 y 1946. Actuó en la vida parlamentaria, desempeñándose como diputado de la República en representación de la 2ª Agrupación Departamental (Tocopilla, El Loa, Antofagasta y Taltal) durante el periodo legislativo entre 1945 y 1949. Asimismo, fue diputado representando a la 7ª Agrupación Departamental de Santiago durante tres periodos consecutivos, desde mayo de 1969 hasta septiembre de 1973.
Ejerció como ministro de Estado durante los gobiernos de los presidentes Arturo Alessandri Palma (Trabajo), Gabriel González Videla (Educación Pública) y Eduardo Frei Montalva (Interior).
Destacó por ser uno un enconado crítico de la dictadura militar —dirigida por el general Augusto Pinochet— que gobernó Chile entre 1973 y 1990.
En 1975, durante su exilio en Europa, sobrevivió junto a su esposa, Ana Fresno, a un ataque a balazos perpetrado por agentes italianos contactados por la Dirección de Inteligencia Nacional (DINA), en el marco de la Operación Cóndor. A pesar de no morir, Leighton vio dañadas sus funciones cerebrales y Ana quedó parapléjica de forma permanente. En 1978 pudieron volver a Chile.

## Biografía

### Familia
Nació en la comuna de Nacimiento (perteneciente a la actual región del Biobío), hijo del abogado, conservador de bienes raíces y juez Bernardino Leighton Gajardo y de Sinforosa Guzmán Gallegos. Alguna vez evocó a su padre como "un hombre siempre buscador de la justicia, con mucho valor, arriesgando incluso su seguridad en numerosas ocasiones... sosteniendo decididamente la idea de mantener nuestra organización jurídica en la vida nacional".
A inicios de 1940 conoció a Ana María Fresno Ovalle (fallecida en 2011), una joven de clase media (prima de quien fuera muchos años después arzobispo de Santiago, Juan Francisco Fresno). En marzo de ese año comenzaron una relación, y el 15 de agosto de 1940, contrajeron matrimonio. Esta unión no tuvo descendencia.

### Estudios
Realizó sus primeros estudios en su hogar, vivió en su ciudad natal y luego en Los Ángeles —en la zona centro-sur del país—, lugar donde su familia se había trasladado en 1913. Llegado el año 1921, viajó a Concepción para estudiar como interno en la sección seglar del Seminario, trasladándose en 1922 a Santiago donde ingresó también como interno al colegio jesuita de San Ignacio (en donde fue el mejor alumno de su curso), ubicado en pleno centro de la ciudad, del cual egresó en 1926.
Entre los años 1927 y 1931 estudió en la Escuela de Derecho de la Pontificia Universidad Católica (PUC), titulándose de abogado el 8 de julio de 1933, con la tesis: La propiedad rústica y los gremios agrícolas.

## Carrera política

### Líder estudiantil

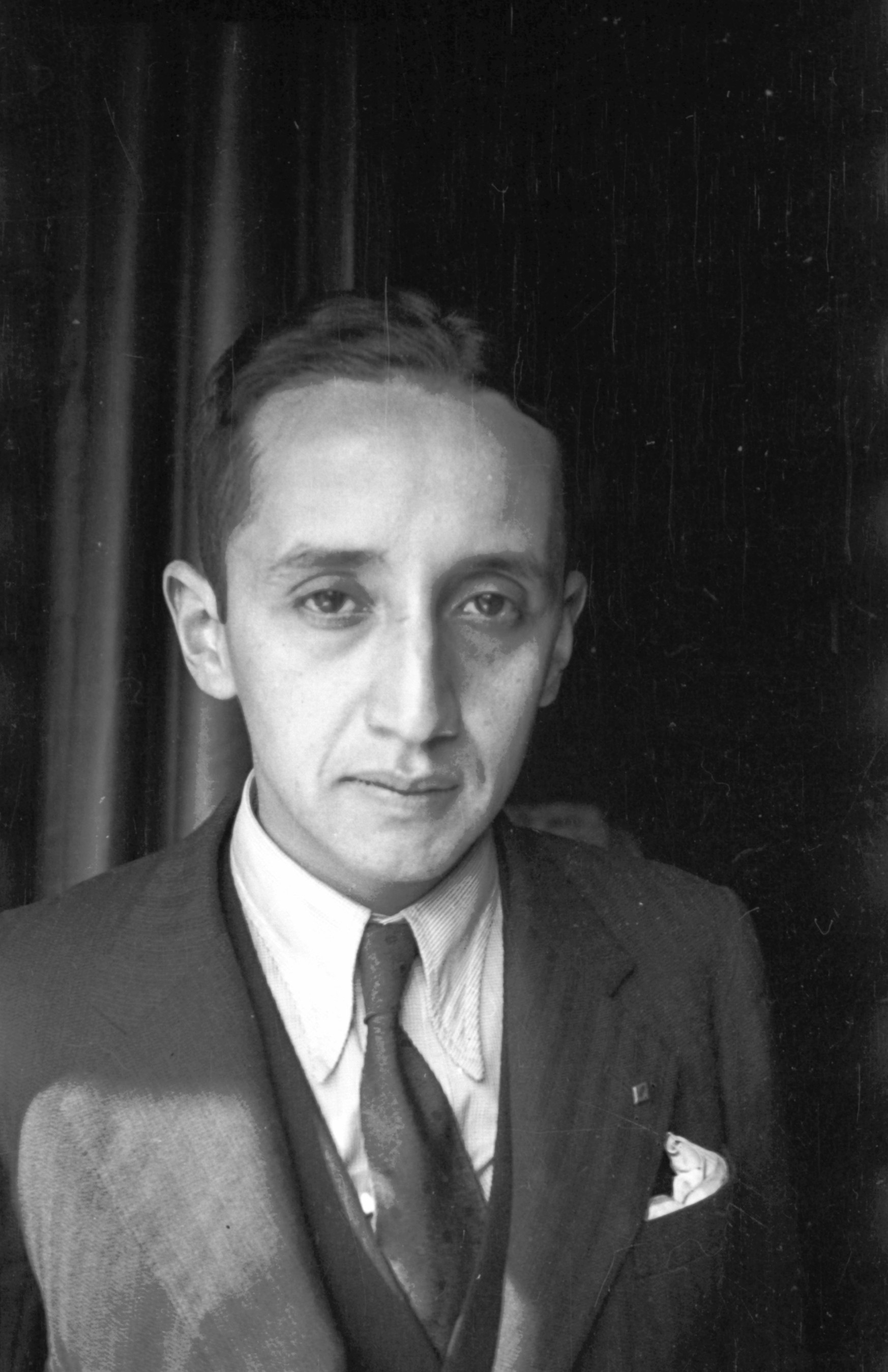
Leighton durante su juventud.

Desde muy joven recibió una gran influencia del dirigente y exdiputado del Partido Conservador Rafael Gumucio Vives (abuelo del escritor Rafael Gumucio). Entre 1927 y 1930 integró la Asociación Nacional de Estudiantes Católicos (ANEC). En sus primeros años de universidad, se convirtió en líder de la Juventud de la Acción Católica y formó parte de la directiva del Centro de Alumnos de la Escuela de Derecho de la Universidad Católica. Estas experiencias fueron decisivas y lo motivaron a participar, en 1931 (abandonando la Acción Católica), en las movilizaciones lideradas por el movimiento estudiantil opositor a la dictadura del general Carlos Ibáñez del Campo, que culminaron con el derrocamiento de su régimen.
Tras la caída de Ibáñez, el 1 de septiembre de 1931 se produjo el motín denominado como Sublevación de la Escuadra, mientras gobernaba el país como vicepresidente Manuel Trucco Franzani. Este hizo explosión cuando el ministro de Hacienda, Pedro Blanquier, dispuso reducir el presupuesto de las Fuerzas Armadas. Las posiciones se extremaron, al punto de que el gobierno había enviado la orden de aplastar la rebelión. Fue entonces cuando surgió el nombre de Leighton, quien fue enviado por el ministro del Interior, Marcial Mora, a Coquimbo, con el fin de evitar de que la revuelta fuera apoyada por la población civil local. Allí logró persuadir a los rebeldes, evitando un desenlace trágico.
Dos años más tarde, en 1933, y tras la influencia del rector de la Universidad Católica, monseñor Carlos Casanueva, se incorporó al Partido Conservador (PCon) ocupando, entre octubre de 1935 y marzo de 1937, la presidencia de la Juventud de esa colectividad.

### Ministro de Estado y diputación

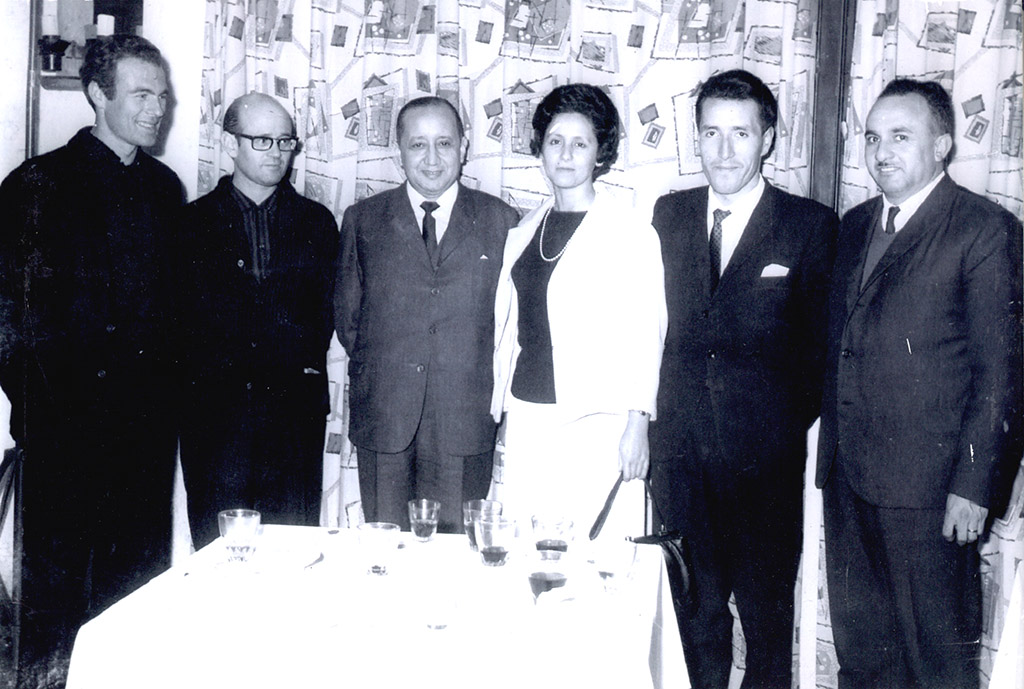
Leighton junto a parlamentarios.

Durante el segundo gobierno del presidente liberal Arturo Alessandri Palma fue nombrado ministro del Trabajo, cargo que ocupó entre el 24 de marzo de 1937 y el 12 de marzo de 1938, con tan sólo 27 años. Siendo entonces, uno de los ministros de Interior (y de Estado en general) más jóvenes de la historia de Chile.
Junto a otros dirigentes como Eduardo Frei Montalva, Radomiro Tomic, José Ignacio Palma, Manuel Antonio Garretón, Tomás Reyes, Ricardo Boizard (periodista que lo bautizó como hermano Bernardo) y Manuel Francisco Sánchez, fundó, en 1938, la Falange Nacional (FN), germen del futuro Partido Demócrata Cristiano (PDC). Fue presidente de la FN entre abril de 1945 y mayo de 1946.
En las elecciones parlamentarias de 1949, fue electo como diputado en representación de la 2.ª Agrupación Departamental, correspondiente a Tocopilla, El Loa, Antofagasta y Taltal, por el periodo legislativo 1945-1949. Integró la Comisión Permanente de Trabajo y Legislación Social.
En el gobierno del radical Gabriel González Videla fue llamado a desempeñar el cargo de ministro de Educación Pública, que ocupó desde el 27 de febrero de 1950. No obstante, su oposición ideológica al gobierno de Videla por la llamada Ley Maldita, lo dejó fuera del gobierno, el 4 de febrero de 1952.
Como cofundador del PDC en 1957, fue vicepresidente en varias ocasiones entre 1962 y 1973. En 1962 fue candidato en la elección complementaria para llenar la vacante dejada por el diputado Humberto Pinto Díaz (PCU), sin embargo no resultó elegido.
Su carrera política llegó a la cima durante el gobierno del presidente demócrata cristiano Eduardo Frei Montalva, de quien Leighton fue jefe de la campaña presidencial. Fue nombrado como ministro del Interior, responsabilidad que desempeñó entre el 3 de noviembre de 1964 y el 3 de septiembre de 1968. Siendo ministro del Interior, asumió la vicepresidencia de la República en cuatro oportunidades, reemplazando al presidente Frei Montalva entre el 28 de junio y el 24 de julio de 1965; entre el 28 y 30 de octubre de 1965; entre el 12 y el 22 de agosto de 1966; y entre el 11 y 15 de abril de 1967.
Tras esto, en las elecciones parlamentarias de 1969 —después de veinte años fuera del Congreso Nacional—, fue elegido diputado en representación de la 7ª Agrupación Departamental de Santiago (1° distrito), para el periodo 1969-1973. Formó parte de la Comisión Permanente de Trabajo y Seguridad Social.
Fue reelecto en las elecciones parlamentarias de 1973, con la primera mayoría de su distrito, por el período 1973-1977. Continuó integrando la Comisión Permanente de Trabajo y Seguridad Social. Sin embargo, su mandato se vio interrumpido por el derrocamiento mediante un golpe de Estado del presidente socialista Salvador Allende, el 11 de septiembre de 1973.

#### Labor parlamentaria
Entre las mociones que presentó en el Congreso y que llegaron a ser leyes de la República, se encuentran la Ley N.º 8.715 que dispone la inamovilidad de sus cargos para los funcionarios fiscales, semifiscales y otros en períodos de elecciones presidenciales; la Ley Nº10.475 sobre pensiones de invalidez; la Ley N.º 17.233 sobre acuerdos adoptados por la Municipalidad de Santiago; la Ley N.º 17.256 sobre derechos de los trabajadores en caso de que sus empresas sean nacionalizadas; la Ley N.º 17.398 sobre modificación a la Constitución Política del Estado; y, la Ley N.º 17.550 sobre traspaso de terrenos desde la Corporación de la Vivienda al Servicio Nacional de Salud (SNS).

### Tras el golpe
Luego del golpe de Estado, junto a otros 12 dirigentes de la Democracia Cristiana firmaron una declaración pública, conocida como declaración del Grupo de los Trece rechazando el derrocamiento de Salvador Allende y la disolución del Congreso Nacional mediante decreto supremo el 21 de septiembre de 1973.

## Exilio, atentado y retorno

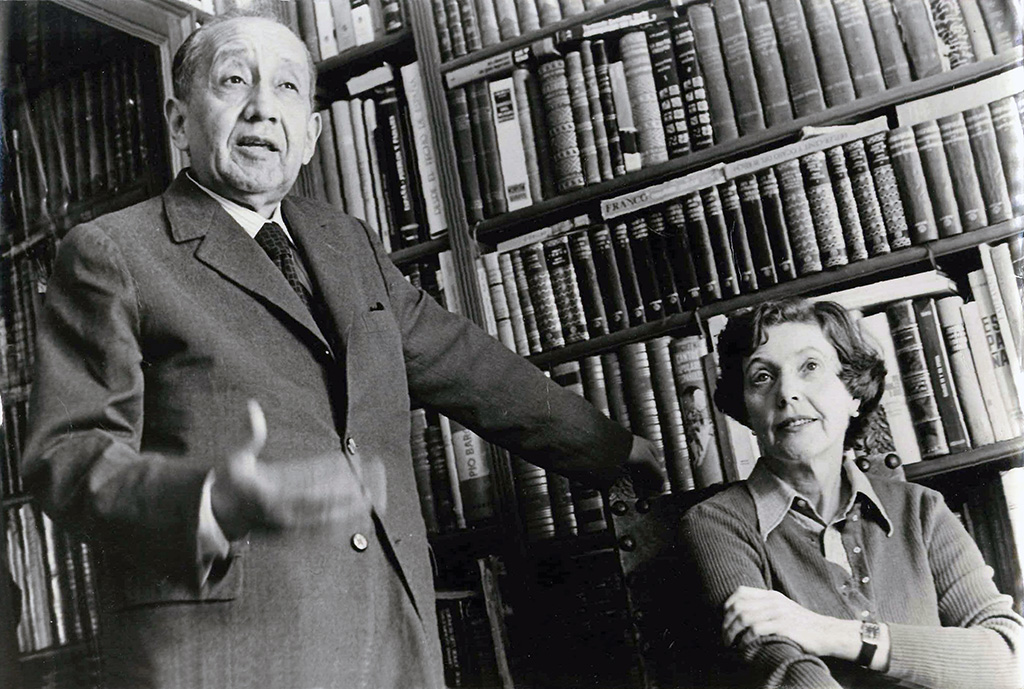
Bernardo Leighton junto a su esposa Ana Fresno.

En noviembre de 1973, invitado por el presidente de la Unión de Juventudes Demócrata Cristianas de Italia, Gilberto Bonalumi, realizó discursos en los que entregó su visión sobre la situación que se vivía en Chile hasta antes del golpe de Estado del general Augusto Pinochet, régimen que rechazó desde un comienzo. Esto, en septiembre de 1974, cuando se disponía a regresar al país, la Junta Militar de Gobierno liderada por Pinochet publicó un decreto que le prohibía la entrada a Chile. Fue uno de los fundadores, junto a Julio Silva Solar, José Antonio Viera-Gallo y Esteban Tomic, de la revista Chile-América, espacio donde confluyeron corrientes de centro e izquierda opositoras al régimen de Pinochet.
El lunes 6 de octubre de 1975 a las 20:20 (hora local), fue baleado junto con su esposa por neofascistas italianos en asociación con Stefano delle Chiaie en la puerta del edificio de apartamentos donde vivía en Roma. Según documentos desclasificados de la CIA, Delle Chiaie había contactado antes al agente de la Dirección de Inteligencia Nacional (DINA), Michael Townley, y al cubano Virgilio Paz Romero (un compañero de Luis Posada Carriles), para preparar un atentado en contra de Leighton. El ataque formaba parte de la Operación Cóndor.
Al día siguiente, Leighton fue operado del cerebro para evitar que perdiera el habla. Pese a los esfuerzos médicos, sus funciones cerebrales resultaron comprometidas de manera irreversible, alternando momentos de lucidez con otros de olvido. Debido a ello, no pudo poner en práctica el trabajo que tenía en mente realizar: reunir a la diáspora política moderada contraria a la dictadura y hacer un frente común con la izquierda. Fresno, en tanto, quedó parapléjica por el resto de su vida.
En 1978 la dictadura militar le permitió volver al país. Debido a su frágil salud, se retiró de la vida pública.
Falleció en la capital chilena a las 4:30 del 26 de enero de 1995 a raíz de un paro cardiorrespiratorio.

## Obra escrita
- Leighton Guzmán, Bernardo (2009). EN: Preguntas que hacen historia: 40 años entrevistando, 1970-2010. Correa Prats, Raquel. Santiago de  Chile: Catalonia. 299-306 p.
- ____.- (1999). Hermano Bernardo: 50 años de vida política vistos por Bernardo Leighton. Ediciones ChileAmérica, 3ª ed. Santiago de Chile, 281 p.
- ____.- (1957). Pensamiento de los partidos políticos de Chile. Escuela de Ciencias Políticas y Administrativas, Universidad de Chile, Universidad de Concepción, Chile [s.l.]. 16 p.
- ____.- (1947). Problema internacional (versión taquigráfica del discurso pronunciado en el Teatro Caupolicán, en homenaje a los Estados Unidos). Santiago de Chile, Tall. Gráf. La Nación. 14 p.
- ____.- (1933). Propiedad rústica y gremios agrarios. Memoria de Prueba, Licenciatura en Ciencias Jurídicas y Sociales, Universidad de Chile. "El Esfuerzo", Santiago de Chile, 102 p.

## Historial electoral

### Elecciones parlamentarias de 1969

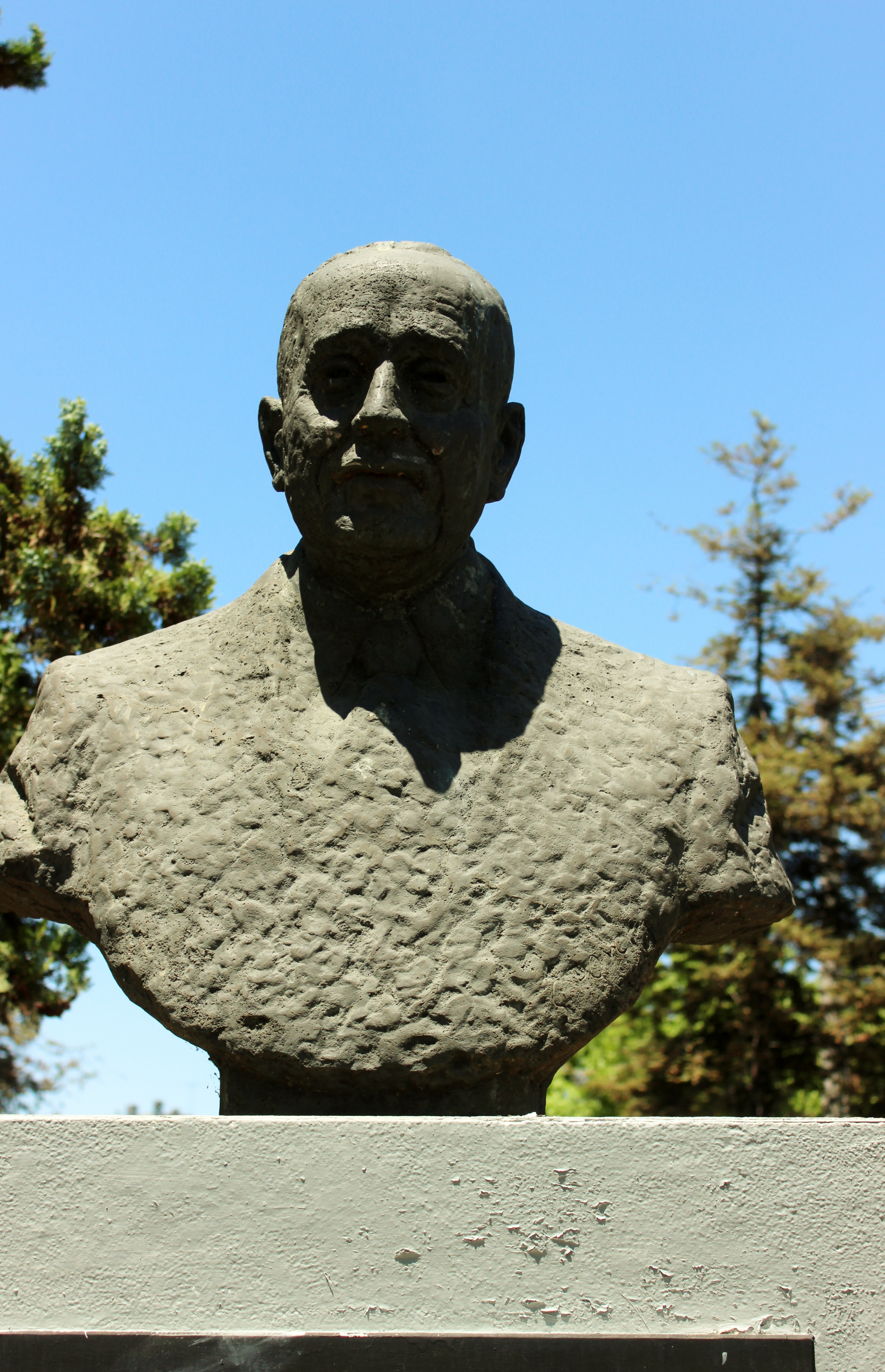
Leighton esculpido por Galvarino Ponce, Las Condes.

- Elecciones parlamentarias de 1969 para la 7.ª Agrupación Departamental, Santiago.[17]

(Se consideran sólo once primeras mayorías, sobre 18 diputados electos)

### Elecciones parlamentarias de 1973
- Elecciones parlamentarias de 1973 para la 7ª Agrupación Departamental, Santiago.[18]